# Taxi Blues
Taxi Blues (en ruso: Такси-блюз) es una película rusa producida en 1990 por el director Pavel Lungin. Ganadora en el Festival de Cannes por mejor director y elegida por la Unión Soviética para participar en la 63.ª entrega de los Premios Oscar a la Mejor película de habla no inglesa, pero su nominación no fue aceptada.

## Reparto
- Pyotr Mamonov como Lyosha
- Pyotr Zaychenko como Shlykov
- Vladimir Kashpur como el viejo Nechiporenko
- Hal Singer como él mismo
- Natalya Kolyakanova como Christina
- Yelena Safonova como Nina, esposa de Liocha

## Premios
Globos de oro
| Año  | Categoría                          | Resultado |
| ---- | ---------------------------------- | --------- |
| 1990 | Mejor película de habla no inglesa | Candidata |

Festival de Cine de Cannes
| Año  | Categoría      | Persona      | Resultado |
| ---- | -------------- | ------------ | --------- |
| 1990 | Mejor director | Pavel Lungin | Ganador   |

Premios César
| Año  | Categoría                 | Resultado |
| ---- | ------------------------- | --------- |
| 1990 | Mejor película extranjera | Nominada  |